# Аштавакра (поэма)
«Аштавакра» (хинди अष्टावक्र) — эпическая поэма (Махакавья), написанная известным индийским духовным учителем по имени Свами Рамбхадрачарья в 2009 году. Она состоит из 864 стихов, разбитых на 8 частей (по 108 стихов в каждой части). Поэма содержит историю древнего риши Аштавакры, написанную на основе переложения сюжетов Рамаяны и Махабхараты. Книга была опубликована 14 января 2010 года, в день, когда её автору исполнилось 60 лет. Протагонист поэмы по имени Аштавакра был калекой, согнутым в восьми местах. Поэма описывает его путь от тяжких страданий к достижению успеха в поисках окончательного освобождения. Автор поэмы, который полностью лишился зрения в двухмесячном возрасте, предложил в ней пути решения всеобщих психологических проблем инвалидов, представив в восьми частях поэмы умственные диспозиции инвалидов.

## Значение
В сентябре 2010 года в Ашокнагаре (индийский штат Мадхья-Прадеш) была проведена организованная индийской литературной академией Сахитья Академи конференция обозревателей.
Ведущий рецензент, профессор С. Н. Саксена, заявил, что поэма представляет собой историю движения от борьбы к успеху и является источником вдохновения для инвалидов, черпающим опыт из собственной жизни автора поэмы. В числе других рецензентов на конференции присутствовали Рам Севак Сони, Судхир Гупта, Субхаш Джайн Сарал и Прадип Манория. Обозреватели выразили мнение, что описание чувств и переживаний инвалидов в поэме имеет самое непосредственное отношение к реабилитации инвалидов в современном мире. В ноябре 2010 года Сахитья Академи провела другую конференцию в Дамохе (штат Мадхья-Прадеш), на которой её обсудили писатели.